# Gzuz
Gzuz, artistnamn för Kristoffer Jonas Klauß, född 29 juni 1988, är en tysk rappare. Han slog igenom i hiphop-gruppen 187 Straßenbande med bland annat Bonez MC.  

## Biografi
Gzuz växte upp i Hamburg och har varit medlem i hiphop-gruppen 187 Straßenbande sedan 2006. I oktober 2010 dömdes han till 3 år och 6 månaders fängelse för rån.

## Diskografi
- High & Hungrig (med Bonez MC) (2014)
- Ebbe & Flut (2015)
- High & Hungrig 2 (med Bonez MC) (2016)
- Wolke 7 (2018)
- Gzuz (2020)
- Grosse Freiheit (2022)
- High & Hungrig 3 (med Bonez MC) (2023)
- Freitag der 13. (2024)